# Francesco Joele
Francesco Joele (Rossano, 25 maggio 1863 – Rossano, 30 dicembre 1935) è stato un imprenditore e politico italiano.

## Biografia
Esponente del notabilato calabrese, composto in gran parte da grandi proprietari terrieri saliti al potere dopo il passaggio di Garibaldi, fa parte di una maggioranza di agrari priva di titoli nobiliari e spesso anche di istruzione, il cui potere è auto-referenziale, valutato sull'estensione dei possedimenti agricoli e sulla forza lavoro iivi impiegata. Il suo orientamento liberale si limita alla difesa e al consolidamento di una proprietà derivata in parte dalla privatizzazione delle terre d'inizio ottocento, in parte dalla spoliazione abusiva della proprietà demaniale del Regno delle Due Sicilie negli ultimi anni prima dell'unificazione italiana. Prende parte attiva alla vita politica del suo tempo, eletto consigliere e deputato provinciale di Cosenza. Eletto deputato per la prima volta nel 1909, rieletto nel 1913, fa parte di una rappresentanza parlamentare con modesti orizzonti politici e culturali, che si occupa unicamente dei propri interessi. Non rieletto nel 1921 aderisce nello stesso anno al fascismo, assumendo la segreteria politica del Fascio di Rossano, e si fa rieleggere nel listone fascio-liberale nel 1924. Nel 1929 viene nominato senatore a vita come deputato "dopo tre legislature o sei anni di esercizio". 